# Zhang Zhijiang

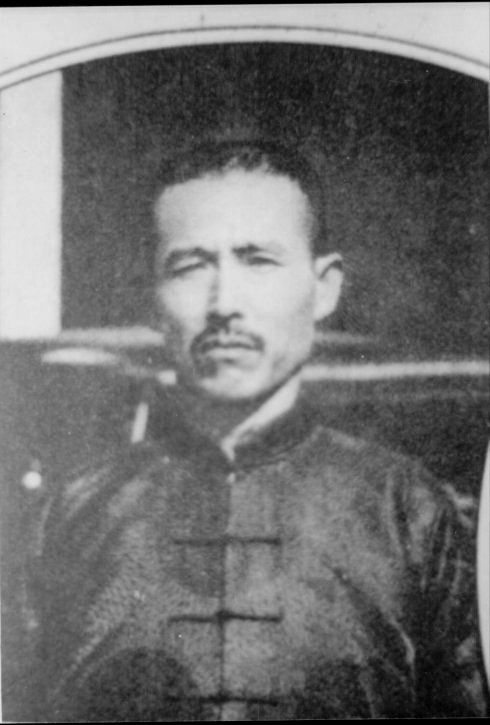
Fotografia de Zhang Zhijiang.

Zhang Zhijiang (em chinês: 张之江; Wade-Giles Chang Chih-chiang; nome de cortesia: Zimin (紫珉); batizado como Paul Zhang; Yanshan, 21 de julho de 1882 — Xangai, 21 de junho de 1966) foi um general chinês que teve um papel de destaque no nascimento das artes marciais na China moderna.

## Biografia
Zhang Zhijiang nasceu em 1882, na aldeia Liulaorencun (留老仁村), na área administrativa de Tengzhuang Zixiang (滕庄子乡), na comarca de Yanshanxian (盐山縣), distrito de Cangzhou (沧州), província de Hebei. Sendo filho de um proprietário de terras, ele começou o estudo dos clássicos e das artes marciais sob a orientação de seu avô. Participou dos exames imperiais e, em 1903, foi convocado para o exército da dinastia Qing, na nova corporação, Jiangwutang (講武堂), das três províncias do nordeste e subiu rapidamente na carreira. Em 1907, convidado por Xu Shichang (徐世昌), estudou na escola de oficiais de Beiyang (Beiyang Diyi Huncheng Xieshao Guan, 北洋第一混成协哨官), vinculada a Feng Yuxiang, onde entrou em contato com oficiais anti-manchu.
Na primavera de 1910, Zhang Zhijiang e Feng Yuxiang começaram a organizar a Associação de Pesquisas sobre o Estudo Marcial (Wuxue Yanjiu Hui, 武学研究会), que reunia oficiais contrários à dinastia Qing, distribuia escritos descrevendo a brutalidade dos governantes e promovia gradualmente as ideias revolucionárias. Em 1911, participou da revolta de Luanzhou (Luanzhou Qiyi, 滦州起义) como comandante de cavalaria. Em 1916, converteu-se ao Cristianismo (Igreja Episcopal) e recebeu o nome de Paul. Em maio de 1926, assumiu o cargo de Comandante-Chefe do Exército do Noroeste (Xibei Jun, 西北军), respondendo apenas a Feng Yuxiang.
Em 1927, contribuiu de forma decisiva para a fundação da Zhongyang Guoshu Yanjiu Guan (中央国术研究馆) e, em 1928, assumiu a tarefa de dirigi-la com um novo nome: Zhongyang Guoshu Guan. Em 1933, fundou e também passou a dirigir o Guoli Guoshu Tiyu Shifanzhuan Kexue Jiao (Instituto Estatal  para o estudo do ensino da arte nacional e do desporto para jovens 国立国术体育师范专科学校), que é hoje a Universidade de Educação Física e de Preparação de Professores de Hebei. Em 1936, selecionou os atletas para a demonstração de Wushu durante os Jogos Olímpicos de Berlim. Em 1948, elegeu-se para a Primeira Legislatura da República Popular da China (Zhonghua Minguo 中華民國). Em 1949, quando foi estabelecida a República Popular da China, foi nomeado membro do conselho nacional. Em 1966, ele morreu em Xangai, com a idade de 84 anos.